# Борхардт, Юлиан
Юлиан Борхардт (нем. Julian Borchardt; 13 января 1868, Бромберг, — 16 февраля 1932, Берлин) — немецкий социалистический политик и журналист.

## Биография
Борхардт был сыном еврейского торговца и после окончания школы обучался на приказчика. Затем несколько лет занимался торговлей в Берлине. В 1896—1900 годах работал библиотекарем и учителем в Брюсселе, наряду с этим обучаясь в тамошнем Новом университете, основанном Вандервельде, Элизе Реклю и другими. В 1900—1901 годах был редактором харбургской социал-демократической газеты Volksblatt, а в 1901—1906 годах — кёнигсбергской социал-демократической Königsberger Volkszeitung. В 1907—1913 годах был разъездным преподавателем при центральном комитете образования СДПГ, считаясь одним из лучших партийных преподавателей национальной экономики.
В 1911—1913 годах был членом прусской Палаты депутатов. 9 мая 1912 года во время пленарного заседания палаты Борхардт спровоцировал скандал, постоянно прерывая репликами речь либерального депутата Шифферера, а после того, как председательствующий Герман фон Эрффа потребовал от Борхардта покинуть зал, тот отказался это сделать. Президент парламента был дважды вынужден с помощью полиции выдворять Борхардта и поддержавшего его депутата Роберта Ляйнерта из зала (позднее они были обвинены в нарушении неприкосновенности жилища и сопротивлении представителям власти). В 1913 году в Верховном суде Германской империи в Лейпциге состоялось рассмотрение кассации по этому делу; адвокатами выступили Гуго Гаазе, Вольфганг Гейне и Гуго Гейнеман.
В том же году у Борхардта по неизвестным причинам произошёл конфликт с руководством партии. После этого Борхардт основал журнал Lichtstrahlen. Zeitschrift für internationalen Kommunismus, вокруг которого сплотилась внутрипартийная оппозиция. Сразу после начала Первой мировой войны и одобрения военных кредитов социал-демократической фракцией рейхстага Борхардт вышел из партии и призвал левое крыло СДПГ последовать его примеру. На протяжении 1915 года Lichtstrahlen активно проводил линию Борхардта; тогда же там регулярно печатались такие представители бременских левых радикалов, как Антон Паннекук и Карл Радек.
В 1915 году группа Борхардта в Берлине и бременские радикалы создали группу «Интернациональные социалисты Германии» (позднее — «Интернациональные коммунисты Германии»). Борхардт представлял группу на Циммервальдской конференции и единственный из 10 немецких делегатов подписал проект резолюции и проект манифеста Циммервальдской левой (к которой «Интернациональные социалисты» присоединились вскоре после конференции). После запрета Lichtstrahlen Борхардт основал в 1916 году журнал Leuchtturm, который, однако, вскоре был также запрещён. Кажущееся бездействие и безынициативность широких слоёв населения заставили Борхардта смириться, и с 1917 года он более не поддерживал мнения большинства «Интернациональных социалистов».
В декабре 1918 года Борхардт был исключён из «Интернациональных коммунистов» за анархистский уклон. Вскоре он возобновил выпуск Lichtstrahlen (пробыв его ответственным редактором три года), однако от активной политической деятельности отошёл. Он состоял в Объединении по защите интересов немецких писателей, а также был одним из основателей Союза пролетарских революционных писателей; кроме этого, преподавал в «Марксистской рабочей школе». В 1931 году получил предложение о работе от института Маркса и Энгельса в Москве, однако отказался от него по состоянию здоровья.
Борхардт также занимался популяризацией марксизма и переводами, особенно английской литературы о положении рабочего класса. Был автором и редактором многочисленных народнохозяйственных и политических сочинений, среди которых наиболее известно популярное издание «Капитала» Карла Маркса, впервые вышедшее в 1920 году и к 1931 году выдержавшее семь изданий.

## Издания на русском языке
- Борхардт Ю. Экономическая история Германии: в 2 тт. — М.-Л.: Издательское товарищество «Книга», 1924. — 402 с.
- Борхардт Ю. Основные положения политической экономии по учению Карла Маркса. — Государственное издательство, 1925. — 144 с.
- Борхардт Ю. Накопление капитала. — Либроком, 2013. — 2-е изд. — (Размышляя о марксизме). — 338 с. — ISBN 978-5-397-03747-1.
- Капитал. Квинтэссенция всех томов «Капитала» в одной книге. / сост. Ю. Борхардт. — М.: Красанд, 2014. — (Размышляя о марксизме). — 400 с. — ISBN 978-5-396-00548-8.